# Els Bualous
Els Bualous és una masia de Riudarenes (Selva) inclosa a l'Inventari del Patrimoni Arquitectònic de Catalunya.

## Descripció
Edifici de planta rectangular, i pis superior. La teulada a dues vessants laterals amb teula àrab i coberta sense ràfec. S'afegeixen altres edificacions a la part posterior i al costat. La façana principal però, té un portal amb arc rebaixat, carpanell, format per tres grans dovelles, de les quals la central presenta un escut, al costat hi ha amb una petita placa el número 28. A banda i banda de l'entrada hi ha una finestra rectangular, la de la dreta protegida per una reixa de ferro forjat curbada. Per damunt de la porta destaca la finestra central, amb arc conopial gòtic dentat amb tres arquets i flanquejat per dues hèlix en relleu. Les altres dues finestres de la planta superior són amb permòdols. Hi ha també un rellotge de sol a la part esquerra de la façana. Davant de la porta principal queden restes d'una escala de pedra, adossada a la paret.
Pel que fa a l'edifici adossat a la dreta, és amb teulada a dues vessant amb caiguda a la façana, la maçoneria del mur és de pedra més fosca i les obertures estan envolatdes de rajol. A la part posterior hi ha un porxo, i a pocs metres de la casa una altra edificació, segurament el paller amb una doble escalinata de pedra.

## Història
A Riudarenes al llarg del segle xviii i fins ben entrat el segle xix, diversos masos pagaven censos a la família Farners de Santa Coloma. La torre de Mas Bualous pagava 3 mesures de forment, 1 quartera i 4 mesurons de gra mescladís i 3 gallines.